# 流亭站
流亭站是青岛地铁1号线的地铁车站，位于中华人民共和国山东省青岛市城阳区新郑路与峄阳文化路交叉口南侧，于2020年12月24日开通。

## 车站结构
流亭站位于新郑路与峄阳文化路交叉口南侧，沿新郑路路东设置，呈南北走向，为地下两层岛式站台车站，车站长201米，标准段宽21.9米，车站地下一层为站厅层，地下二层为站台层，站台设置全高站台门。
| 地面              | 出入口 | B、C出入口 |
| 地下一层          | 站厅   | 客服中心、自动售票机、验票机                                                                                      |
| 地下二层          | 站台   | \| \| \| 1号线往东郭庄（凤岗路） \| \| 島式 · 開左邊车门 \| \| \| \| \| \| 1号线往王家港（仙家寨（汽车北站）） \| |
|                   |        | 1号线往东郭庄（凤岗路）                                                                                           |
| 島式 · 開左邊车门 |        | |
|                   |        | 1号线往王家港（仙家寨（汽车北站））                                                                               |

## 出入口
流亭站目前开放2个出入口，各出口及周围设施如下所示：
| 编号                | 指示                       | 建议前往的目的地 | 图片 |
| ------------------- | -------------------------- | ---------------- | ---- |
| B · 出口 · （设有） | 峄阳文化路(南)，新郑路(东) |                  |      |
| C · 出口            | 新郑路(东)                 |                  |      |
| 图例： 设有         |                            |                  |      |

## 接驳交通

### 公交车
- 流亭地铁站：613路，767路，917路

## 车站历史
本站工程名与公示名为流亭机场站，正式站名为流亭站，因车站开通时青岛流亭国际机场已计划停止提供民航服务，因此以车站所处的流亭街道命名。
- 2020年12月24日，车站随1号线北段通车开通[1]。